# FC Union Hülzweiler
Der FC Union Hülzweiler war ein deutscher Fußballverein mit Sitz in dem Ortsteil Hülzweiler der saarländischen Gemeinde Schwalbach im Landkreis Saarlouis.

## Geschichte

### Gründung bis 1970er Jahre
Der Fußballclub (FC) wurde erstmals im Jahr 1910 gegründet, sowie im Jahr 1919 nach dem Ende des Ersten Weltkriegs als FC Union neu gegründet. Eine Weitere Neugründung fand im Jahr 1946 nach dem Ende des Zweiten Weltkriegs statt. Verpasste die erste Mannschaft nach der Saison 1959/60 als Meister noch den Aufstieg in die A-Klasse, so reichte der zweite Platz in der Folgesaison dafür schon aus. Hier verweilte der Verein aber auch nicht lange und so ging es direkt als Meister weiter in die 2. Amateurliga. In den Spielzeiten 1962/63 bis 1965/66 erreichte die Mannschaft jedes Mal den Meistertitel verpasste aber ebenso den Aufstieg in die 1. Amateurliga. Nun reichte es nach zwei zweiten Plätzen am Ende der Saison 1967/68 schlussendlich zum Aufstieg.
Die erste Saison beendete die Mannschaft mit 25:35 Punkten auf dem 11. Platz. In den folgenden Spielzeiten wanderte der Verein stets im Mittelfeld der Tabelle umher, musste jedoch hin und wieder auch Abrutscher in untere Region auffangen. Nach der Spielzeit 1976/77 konnte die Mannschaft die Klasse jedoch nicht mehr halten und stieg mit 17:51 Punkten über den 17. Platz wieder in die Bezirksliga ab.

### Fusion mit der DJK
Nachdem es bereits im Jahr 1984 dann eine Fusion der Jugendabteilung des FC Union mit der DJK Hülzweiler gegeben hatte, wurden Mitte April 1998 erste Fusionierungsgespräche mit der DJK geführt. Welche dann auch im Jahr 1999 offiziell durchgeführt wurde. Der neue Verein heißt seit dem SV Hülzweiler.